# Извор Вилина водица
Извор Вилина водица се налази на Фрушкој гори, у срцу шуме, на око три километра од Буковца.
Овај буковачки извор познат је од давнина и по својим благотворним дејствима. Незаобилазно место планинара и љубитеља природе, овај извор је познат и по Ђурђевданском уранку који се традиционално организује сваке године.